# Vladimir Božović
Pour les articles homonymes, voir Božović.
Vladimir Božović (cyrillique : Владимир Божович), né le 13 novembre 1981 à Peć (Serbie), est un footballeur international monténégrin. Il évolue au poste de milieu défensif.

## Carrière

### En sélection nationale
Vladimir Božović fait ses débuts en équipe nationale du Monténégro le 24 mars 2007 contre la Hongrie.
22 sélections et 0 but avec le Monténégro depuis 2007.